# Wirokerten
Wirokerten is een bestuurslaag in het regentschap Bantul van de provincie Jogjakarta, Indonesië. Wirokerten telt 13.203 inwoners (volkstelling 2010).